# Maraşlı (Karaisalı)
Maraşlı ist eine Ortschaft (Köy) im Landkreis Karaisalı der türkischen Provinz Adana mit 254 Einwohnern (Stand: Ende 2024). Im Jahr 2011 hatte der Ort Maraşlı 283 Einwohner.